# IC 638
IC 638 ist eine Spiralgalaxie mit aktivem Galaxienkern vom Hubble-Typ SABab im Sternbild Löwe auf der Ekliptik. Sie ist schätzungsweise 527 Millionen Lichtjahre von der Milchstraße entfernt und hat einen Durchmesser von etwa 95.000 Lichtjahren.

Im selben Himmelsareal befinden sich u. a. die Galaxien NGC 3346, IC 635, IC 637.
Das Objekt wurde am 16. Dezember 1893 vom französischen Astronomen Stéphane Javelle entdeckt.